# Ерос і цивілізація
Ерос і цивілізація. Філософське дослідження фрейдизму (англ. Eros and Civilization: A Philosophical Inquiry into Freud) - книга німецького філософа і соціального критика Герберта Маркузе 1955 року, в якій він запропонував нерепресивне суспільство й спробував поєднати теорії Карла Маркса і Зигмунда Фрейда. Це одна із найвідоміших книг Маркузе. Її назва є алюзією до книги Фрейда Невдоволення культурою (1930). Також можна прослідкувати вплив на цей твір Мартіна Гайдеггера. Її порівнювали з книгою  Нормана О. Брауна Життя проти смерті (1959). Нове видання праці Ерос і цивілізація з доданою "політичною передмовою" вийшло 1966 року.

## Загальний огляд
Маркузе обговорює суспільство, як прояв біологічної природи людини. Він розглядає історію не як результат класової боротьби, а радше як боротьби проти придушування інстинктів. Він стверджує, що "передове індустріальне суспільство" (сучасного капіталізму) заважає нам досягнути нерепресивного суспільства "побудованого на фундаментально іншому досвіді буття, фундаментально інших відносинах між людиною та природою, фундаментально інших екзистенціальних відносинах. Маркузе наполягає на помилковості думки Фрейда, що придушення допомагає цивілізації вижити. Натомість він стверджує, що Ерос звільняє і є основою творчості.
Маркузе починає з конфлікту, що його Фрейд описує в Невдоволенні культурою - боротьби між людськими інстинктами і свідомістю придушування (суперего), що придушує саме себе, намагаючись дотримуватись звичаїв та норм сусспільства. Фрейд ствердив, що сутичка між еросом і цивілізацією results in the history of humanity being one of his repression: «Наша цивілізація, більшою частиною, заснована на придушенні інстинктів». Секс виробляє енергію, і вона пригнічується, щоб енергію можна було спрямувати на прогрес, але ціною прогресу є переважання почуття провини замість щастя. "Progress", for Marcuse, is a concept that provides the explanation and excuse of why the system has to continue; it is the reason the happiness of people is sacrificed (see also  pleasure principle).
Marcuse argues that 'the irreconcilable conflict is not between work (reality principle - life without leisure) and Eros (pleasure principle - leisure and pleasure), but between alienated labour (performance principle - economic stratification) and Eros.' Sex is allowed for 'the betters' (capitalists...), and for workers only when not disturbing performance. Marcuse believes that a socialist society could be a society without needing the performance of the 'poor' and without as strong a suppression of our sexual drives: it could replace 'alienated labor' with "non-alienated libidinal work" resulting in "a non-repressive civilization based on 'non-repressive sublimation'".
Аргумент Маркузе залежить від припущення, що інстинкти можуть бути сформовані історичними явищами, такими як репресії. Маркузе робить висновок, що біди нашого суспільства є результатом не самого біологічного придушення, а його посилення через «надлишкові репресії», які є результатом сучасного суспільства.

## Reception
Eros and Civilization has been compared to works such as Norman O. Brown's Life Against Death (1959), Philip Rieff's Freud: The Mind of the Moralist (1959), Paul Goodman's Growing Up Absurd (1960), Поль Рікер's Freud and Philosophy (1965), and Юрґен Габермас's Knowledge and Human Interests (1968). Brown, a classicist, paid homage to Eros and Civilization in Life Against Death, calling it "the first book, after Вільгельм Райх's ill-fated adventures, to reopen the possibility of the abolition of repression." Robert Young, in a 1969 New Statesman review, called Marcuse's philosophy a merger of Freud and Marx, and wrote that it provided an "eroticized Marx."
Others took a more negative view of the work. Psychoanalyst Еріх Фромм criticized Eros and Civilization as an incompetent distortion of Freud. Literary critic Frederick Crews argued that Marcuse's proposed liberation of instinct was not a real challenge to the status quo, since by taking the position that such a liberation could only be attempted "after culture has done its work and created the mankind and the world that could be free", Marcuse was accommodating society's institutions. Crews found Marcuse to be guilty of sentimentalism.
Психоаналітик Джоель Ковель, який зазначає, що Маркузе навчався у Мартіна Гайдеггера, але пізніше порвав з ним з політичних причин, вважає, що хайдеггерівська сторона Маркузе, яка була в затемненні під час найактивнішого періоду Маркузе у Франкфуртському інституті соціальних досліджень, знову виникла, перемістившись на Фрейда, в Ерос і цивілізацію.